# Utrpení
Utrpení (také strast, strádání – deprivace, trápení, muka, bolest nebo agónie) může být zážitkem něčeho nepříjemného a averze spojená s vnímáním újmy nebo hrozby újmy jednotlivce. Utrpení je základním prvkem tvořícím negativní valenci afektivních jevů, jeho opakem je potěšení nebo štěstí. Utrpení je často klasifikováno jako fyzické (fyziologické) nebo duševní (psychické) – emoční, a může se projevovat ve všech stupních intenzity, od mírné po nesnesitelné.